# (7074) Muckea
(7074) Muckea est un astéroïde de la ceinture principale.

## Description
(7074) Muckea est un astéroïde de la ceinture principale. Il fut découvert le 10 septembre 1977 à Naoutchnyï par Nikolaï Tchernykh. Il présente une orbite caractérisée par un demi-grand axe de 2,21 UA, une excentricité de 0,19 et une inclinaison de 3,9° par rapport à l'écliptique.

## Compléments